# David Spade
David Wayne Spade (født 22. juli 1964) er en Emmy- og Golden Globe-nomineret amerikansk skuespiller, komiker og TV-personlighed.
Spade blev først kendt gennem sin deltagelse på Saturday Night Live i 1990'erne. Fra 1997 til 2003 spillede han Dennis Finsch i sitcommen Just Shoot Me!. Rollen som den sarkastiske receptionist gav ham flere Emmy- og Golden Globe-nomineringer. Mellem 2002 og 2006 kunne Spade jævnligt ses i forskellige reklamer for Capital One med Nate Torrence. Efter tv-stjernen John Ritter døde i 2004, sluttede han sig til rollen som C.J. Barnes i tv-serien i 8 Simple Rules. I 2007 begyndte han at spille en af hovedrollerne i Rules of Engagement. Han er vært på den tredje sæson af hans underholdningsprogram The Showbiz Show with David Spade på kanalen Comedy Central. I showet møder Spade Hollywood-stjerner og berømtheder på en måde, der minder om, hvad han havde i løbet af Hollywood Minute i SNL.

## Tidlige liv
Spade blev født i Birmingham, Michigan som den yngste af tre sønner. Hans mor, Judith J., var forfatter og redaktør. Hans far, Wayne M. spade, var salgskonsulent. Hans far flyttede med familien til Scottsdale, Arizona, men forlod dem snart efter. Hans brødre er Bryan Spade og Andy Spade, Andy Spade er gift med den berømte modedesigner Kate Spade og er selv formand for Kate Spade New York. Spade mor giftede sig senere med en ny mand, men Davids nye stedfar begik selvmord i 1981 (da David var 17 år gammel). Han var mere intelligente end sine klassekammerater og studerede herunder avanceret matematik og læsning så tidligt som i anden klasse, som han gjorde han syntes mærkelig i andres øjne. Spade dimitterede fra Saguaro High School i 1982. Han tog derefter til Arizona State University, hvor han modtog en grad i handel i 1986. Han blev i løbet af denne tid medlem af Sigma Alpha Epsilon. Han var også medlem og aktiv stand-up komiker i universitetets komediegruppe "Farce Side Comedy Hour" fra 1985 og fremefter. Før han fandt succes som en komiker arbejdede Spade som tjenerassistent, parkerings-betjent og skateboardbutik-medarbejder.

## Karriere
Efter at være blevet opmuntret af venner til at forfølge en karriere som komiker, var han aktiv som en stand-upper efter han gik ud af college. Hans bedste vens død og stedfars selvmord førte ham til at vælge at blive komiker. Med hjælp fra sin ven Dennis Miller blev han en komiker for Saturday Night Live i 1990 som et regelmæssigt støbt medlem og forfatter. Her etablerede han sig hurtigt og blev populær for sin sarkastiske roller i sketcherne. Han lavede blandt andet parodier af berømtheder, såsom Brad Pitt og Michael J. Fox. På grund af at han ikke fungerede så meget som producenterne ønskede, risikerede han at miste sit job som skuespiller. Denne trussel blev afværget, med Hollywood Minute-segment, der gjorde hans stilling sikker.
Selv om de fleste af hans kollegaer fra SNL forlod programmet omkring 1995 forblev Spade i et år ekstra, for at hjælpe de nye komikere til at etablere sig. Han stoppede i 1996, og angav udbrændthed som årsag. Spade sagde, "When I leave, it will be to ease the pressure, not to be a movie star. You can't stay there forever — it kills you inside. It ages you in dog years. It's a tough place." Han vendte tilbage som vært i en episode i 1998, og en anden i 2005.
Spades næste forsøg på en filmkarriere var i filmene Joe Dirt og Dickie Roberts: Tidligere barnestjerne. Filmene blev bredt kritiseret og økonomiske fiaskoer (De blev begge skrevet af Spade med Fred Wolf.). Han arbejdede med SNL kollegaen Chris Farley i filmene Tommy Boy og Black Sheep, i et forsøg på at skabe en moderne udgave af Gøg og Gokke. Filmene var ret vellykkede, og de to venner ville planlægge en tredje film sammen, men forskellige elementer forsinket filmen og det hele gik i vasken, da Chris Farley døde af en overdosis i en alder af 33. Året var 1997 og Spade deltog ikke i begravelsen med den begrundelse at han ikke kunne være på et sted, hvor Farley var i en kiste.
Spade var vært på både Teen Choice Awards og Video Game Awards i 2003. Han har lagt stemme til en række figurer i tv-serien Beavis og Butt-head, og producerede en tv-serie ved navn Sammy i 2000.
Den 5. september 2003, modtog Spade en stjerne på Hollywood Walk of Fame. Hans stjerne er placeret på 7018 Hollywood Blvd.
Sammen med skuespillerne Elijah Wood og Gary Oldman, er Spade en af stemmerne i den sjette udgave af platformspillet Spyro, The Legend of Spyro: A New Beginning. Han giver i spillet stemme til Spyros ven: Dragonfly Sparx.

## Privatliv
Spade har en datter med Playboy Playmate, Jillian Grace. Datteren er opkaldt Harper Spade,[kilde mangler] og hun blev født den 26. august 2008 i Missouri. Spade bekræftede sit faderskab den 3. september 2008.
Spade er meget følsomt over for lys. Kombinationen af lys og sol under optagelserne til filmen Black Sheep forårsagede permanente skader på øjnene. Om hans tilstand: "I have to wear a hat even indoors and flashes in particular freak me out. I even have to make them turn down the lights in the make-up trailers. I've become such a pain in the butt with this light-sensitive thing, it's a wonder they don't just shoot me!"

## Filmografi

### Film
| År   | Titel                             | Rolle                         | Noter  |
| ---- | --------------------------------- | ----------------------------- | ------ |
| 1987 | Politiskolen 4                    | Kyle                          |        |
| 1992 | Light Sleeper                     | Theological Cokehead          |        |
| 1993 | Coneheads                         | Eli Turnbull                  |        |
| 1994 | Reality Bites                     | The «Wienerschnitzel» Manager |        |
| 1994 | PCU                               | Rand McPherson                |        |
| 1995 | Tommy Boy                         | Richard Hayden                |        |
| 1996 | Black Sheep                       | Steven «Steve» Dodds          |        |
| 1996 | A Very Brady Sequel               | Sergio                        |        |
| 1996 | Beavis og Butthead Do America     | Stemme                        |        |
| 1997 | 8 Heads in a Duffel Bag           | Ernest «Ernie» Lipscomb       |        |
| 1998 | Senseless                         | Scott Thorpe                  |        |
| 1998 | The Rugrats Movie                 | Ranger Frank «Franklin»       |        |
| 1998 | Jerome                            | Produsent                     |        |
| 1999 | Lost & Found                      | Dylan Ramsey                  |        |
| 2000 | Loser                             | The Video Store Clerk         |        |
| 2000 | Kejserens nye flip                | Kejser Kuzco / Llama Kuzco    | Stemme |
| 2001 | Joe Dirt                          | Joseph "Joe" Dirt             |        |
| 2003 | Dickie Roberts: Former Child Star | Dickie Roberts                |        |
| 2005 | Racing Stripes                    | Scuzz                         |        |
| 2005 | Lil' Pimp                         | Principal Nixon               |        |
| 2005 | Kronk's New Groove                | Emperor Kuzco                 |        |
| 2006 | Grandma's Boy                     | Shilo                         |        |
| 2006 | The Benchwarmers                  | Richie Goodman                |        |
| 2007 | I Now Pronounce You Chuck & Larry | Playboy bunny                 | Cameo  |
| 2009 | Hollywood & Wine                  | Harvey Harrison               |        |
| 2010 | Drengerøve                        | Marcus Higgins                |        |
| 2012 | Hotel Transylvania                | Griffin, den usynlige mand    | Stemme |
| 2013 | Drengerøve 2                      | Marcus Higgins                |        |

### TV
| År   | Titel                             | Rolle                                  | Noter  |
| ---- | --------------------------------- | -------------------------------------- | ------ |
| 1988 | The Facts of Life                 | Scott                                  | Cameo  |
| 1989 | Baywatch                          | B.J.                                   | Cameo  |
| 1990 | ALF                               | Larry Slotkin                          | cameo  |
| 1990 | Born to Be Mild                   | Stage Assistant                        | Cameo  |
| 1990 | Saturday Night Live               | Sig selv                               |        |
| 1994 | Beavis og Butthead                | Mr. Manners/Mr. Candy/Ticket Attendant | Stemme |
| 1997 | Just Shoot Me!                    | Dennis Finch                           |        |
| 1998 | David Spade: Take the Hit         | Sig selv                               |        |
| 2000 | Sammy                             | Sammy Blake/James Blake                | Stemme |
| 2004 | Father of the Pride               | Tommy the Coyote                       | Stemme |
| 2004 | 8 Simple Rules                    | C.J. Barnes                            |        |
| 2005 | The Showbiz Show with David Spade | Sig selv                               |        |
| 2007 | Rules of Engagement               | Russell                                |        |
| 2008 | The Tonight Show With Jay Leno    | Sig selv                               |        |
| 2009 | Late Show With David Letterman    | Sig selv                               |        |